# Liriomyza plantaginella
Liriomyza plantaginella är en tvåvingeart som beskrevs av Spencer 1976. Liriomyza plantaginella ingår i släktet Liriomyza och familjen minerarflugor. Inga underarter finns listade i Catalogue of Life.